# Granada (departement)
Granada je jedním z 15 departementů Nikaraguy. Leží na severním břehu jezera Nikaragua. Jeho hlavní město stejného jména je jedno z nejstarších koloniálních měst, které založili Španělé na americkém kontinentu. Na jeho území se nachází několik aktivních sopek, nejznámější je vulkán Mombacho.
Departement Granada je v současnosti rozdělen na čtyři části (Municipio):
1. Diria
2. Diriomo
3. Granada
4. Nandaime